# Исаенко, Анатолий Романович
Анатолий Романович Исаенко (13 (25) октября 1869, Оренбургская губерния — после 1919) — полковник, командир Оренбургского 18-го казачьего полка (1917), обладатель золотого Георгиевского оружия за храбрость во время Первой мировой войны (конная атака на реке Гнилая Липа в 1915 году).

## Биография
Родился 13 (25) октября 1869 года в станице Донецкой первого военного отдела Оренбургского казачьего войска в дворянской семье.
Окончил Оренбургское казачье юнкерское училище по второму разряду. С 1 января 1888 года приступил к службе в вооруженных силах Российской империи.
Стал хорунжим в конце мая 1892 года (со старшинством с августа 1895). Получил чин казачьего сотника в начале июля 1901 года, причём со старшинством почти на два года ранее — с августа 1899. В 1904 году назначен подъесаулом, а в июне 1914 (но со старшинством с 1907) — есаулом. В 1915 году стал войсковым старшиной; дослужился до звания полковника уже после Февральской революции, 24 июля 1917 года — со старшинством на год ранее.
С конца июля 1890 года служил в Оренбургском 6-м казачьем полку, после чего находился на льготе без должности в период с 1901 по 1904. В составе Оренбургского 12-го казачьего полка принимал участие в Русско-японской войне в 1904—1905 годах. После окончания боевых действие на Дальнем Востоке, числился в Оренбургском 1-м казачьем полку (на 1908 год) — в нём же он был и в 1914—1915 годах, командуя 3-й сотней.
Занимал пост помощника командира Оренбургского 18-го казачьего полка в 1916—1917 годах, затем, с июля по ноябрь 1917, командовал этим полком. С середины декабря был окружным интендантом Оренбургского военного округа: повторно вступил в должность в июле 1918 года. В том же году стал членом военно-окружного совета Оренбургского округа. Кроме того, возглавлял 1-ю бригаду 1-й Оренбургской казачьей дивизии.
С августа 1918 года состоял генералом для поручений при командующем войсками Оренбургского военного округа. В ноябре занял аналогичный пост при командующем Юго-Западной армии. Был правителем канцелярии этапно-хозяйственного отдела Оренбургской отдельной армии. В феврале 1919 года, в связи с расформированием отдела, был зачислен в распоряжение штаба.
Дальнейшая судьба неизвестна.

## Награды
- Орден Святой Анны 4 степени (1904—1906): «за храбрость»
- Орден Святого Станислава 3 степени с мечами и бантом (1904—1906)
- Орден Святой Анны 3 степени с мечами и бантом (1904—1906)
- Орден Святого Станислава 2 степени с мечами (1904—1906)
- Орден Святой Анны 2 степени (1913) — мечи (1914—1917)
- Орден Святого Владимира 4 степени с мечами и бантом (1914—1917)
- Золотое Георгиевское оружие (1915) — за конную атаку на Гнилой Липе: «за то, что в бою 14 августа 1914 года, командуя [казачьей] сотней, атаковал значительно превосходящие его силы австрийской [австро-венгерской] пехоты, причём было изрублено до пятидесяти человек, остальные обратились в бегство»[1][3]

## Семья
Анатолий Исаенко был женат на Евгении Петровне Варловой — дочери надворного советника. В семье было четверо детей: Татьяна (род. 1902), Екатерина (род. 1904), Павел (род. 1906) и Леонид (род. 1909).